# Salpornis salvadori
Salpornis salvadori (лат.) — вид воробьинообразных птиц семейства пищуховых. Видовое латинское название дано в честь итальянского орнитолога Томмазо Сальвадори (1835—1923).
Вид распространён в Африке южнее Сахары. Обитает в открытых лесах и манговых рощах.
Маленькая птица длиной 15 см, весом 13,5—16 г. Голова закруглённая на затылке и вытянута в направлении клюва. Шея короткая. Достаточно длинный и тонкий клюв, изогнутый вниз. Хвост длинный, прямой. Ноги крепкие с длинными когтистыми пальцами.
Оперение пёстрое. Преобладает коричневая окраска. На спине перья имеют тёмные края и светлое пятно в центре. Перья груди, брюха и боков бежевые с коричневыми краями, которые также создают эффект пёстрой окраски. Горло, бровь, щёки и лодыжка белого цвета. От клюва через глаза идёт коричневая полоса.
Обитает в лесах. Держится в одиночку или в смешанных стаях лесных птиц. Активен днём. Питается насекомыми и мелкими беспозвоночными, которых находит на стволах деревьев, между трещинами коры. Сезон размножения зависит от части ареала (январь-февраль на северо-западе ареала, март-апрель на северо-востоке, август-сентябрь на юго-западе, октябрь-декабрь, а также март на юго-востоке). Самка строит гнездо на дереве на стыке ветви и ствола. В кладке 2—4 яйца. Насиживает самка. Инкубация продолжается две недели. Самец подкармливает партнёршу во время насиживания. О потомстве заботятся оба родителя. Птенцы покидают гнездо через 20 дней, а через полтора месяца они становятся самостоятельными.